# Documentation de la construction
La Documentation de la construction traite des sources documentaires de la construction

## Histoire
En 1814 les deux seuls Dictionnaires d Architecture connus sont celui de l'architecte français Augustin-Charles d'Aviler (1653 -1701) publié en 1691 et celui de M Roland le Virlois qui a paru en 1770 Ce dernier beaucoup. « Ce dernier quoique beaucoup plus considérable que celui de M Daviler est néanmoins encore bien loin d être complet La Maçonnerie et la Charpente sont les seules parties qui y soient traitées d une manière assez satisfaisante mais l'ouvrage laisse beaucoup à désirer sur la Couverture la Plomberie, la Serrurerie la Fontainerie, la Peinture et la Dorure il ne dit presque rien sur la Marbrerie, le Pavage, la Terrasse et autres parties là Poëlerie y est entièrement omise. »
De 1854 à 1868 Eugène Viollet-le-Duc publie son Dictionnaire raisonné de l'architecture française du XIe au XVIe siècle en 10 volumes.

## Aujourd'hui
Les sources d'informations sont de trois ordres:
- La théorie, issue de l'enseignement et d'organismes techniques plus ou moins officiels.
- les normes et règlements, nationales et internationales diffusées par des organismes officiels.
- les publicités technico-commerciales publiées par les firmes et organismes professionnels.

En 1992, un dictionnaire voit le jour, le dicobat, œuvre d'un seul homme, Jean de Vigan, ancien cadre commercial dans l'industrie du béton qui y a consacré quatre années de sa vie. Ce dictionnaire comporte 16000 définitions.